# Ralf de Pagter
Ralf de Pagter (22 juli 1989) is een Nederlands basketballer. De Pagter speelt bij Den Bosch in de BNXT League.

## Erelijst
Den Bosch
Den Bosch
- 2x Landskampioen (2015, 2019)
- 2x NBB-Beker (2013, 2016)
- 4x Supercup (2013, 2015, 2017, 2019)

## Nationaal team
In 2014 debuteerde De Pagter voor Nederland, hij maakte deel uit van de selectie die voor het eerst in 25 jaar een plek op een EK afdwong.